# 11156 Al-Khwarismi
11156 Al-Khwarismi (1997 YP14) là một tiểu hành tinh vành đai chính được phát hiện ngày 31 tháng 12 năm 1997 bởi P. G. Comba ở Prescott.